# Pamětní medaile 20. výročí ústavy Kazachstánské republiky
Pamětní medaile 20. výročí ústavy Kazachstánské republiky (kazašsky Қазақстан Конституциясына 20 жыл) je státní vyznamenání Kazachstánu založené 24. února 2015. Udílena je za formování a rozvoj ústavních základů Kazachstánské republiky a také na památku 20. výročí od přijetí Ústavy Kazachstánské republiky.

## Historie
Pamětní medaile byla založena kazachstánským prezidentem Nursultanem Nazarbajevem dekretem prezidenta č. 1015 ze dne 24. února 2015. Udělena byla občanům Kazachstánu i cizím státním příslušníkům za jejich přínos k formování a rozvoji ústavních základů republiky a také na památku dvacátého výročí přijetí kazachstánské ústavy.

## Pravidla udílení
Medaile je udílena občanům republiky i cizím státním příslušníkům za jejich významný přínos k formování a rozvoji ústavních základů, k posílení nezávislosti, harmonie a stability země a společnosti a k ochraně ústavních práv občanů. Nominace na udělení vyznamenání jsou předkládány ke schválení prezidentu republiky, který následně medaile udílí. V některých případech může být předána i jiným politikem či státním úředníkem, ale vždy je udílena jménem prezidenta. Předávání medailí probíhá při slavnostním ceremoniálu, kdy jejímu předání předchází veřejné vyhlášení prezidentského dekretu o jejím udělení. Spolu s medailí je příjemci předáno také osvědčení o udělení vyznamenání.

## Popis medaile
Medaile kulatého tvaru o průměru 34 mm je vyrobená z mosazi. Na přední straně je při vnějším okraji nápis ҚАЗАҚСТАН КОНСТИТУЦИЯСЫНА. Uprostřed je kruh v jehož horní části je státní znak Kazachstánské republiky a ve spodní části otevřená kniha symbolizující Ústavu Kazachstánské republiky s nápisem na dvou řádcích 20 жыл. Pozadí přední strany je lesklé s matným vyčnívajícím reliéfem. Na zadní straně je uprostřed kazachstánský národní ornament. Ve spodní části jsou dva letopočty 1995–2015. Ke stuze je připojena pomocí jednoduchého očka.
Stuhou z hedvábného moaré je potažena kovová destička ve tvaru šestiúhelníku. Destička je vysoká 50 mm a široká 32 mm. Stuha je modrá se dvěma bílými proužky širokými 2 mm uprostřed. Ve vzdálenosti 3 mm od okraje je po obou stranách bílý pruh široký 4 mm.
Medaile se nosí na stužce nalevo na hrudi. V přítomnosti dalších kazachstánských řádů je umístěna za nimi. Pamětní medaile 20. výročí ústavy Kazachstánské republiky byly vyráběny v kazachstánském městě Öskemen.